# Gottfried Heinsius

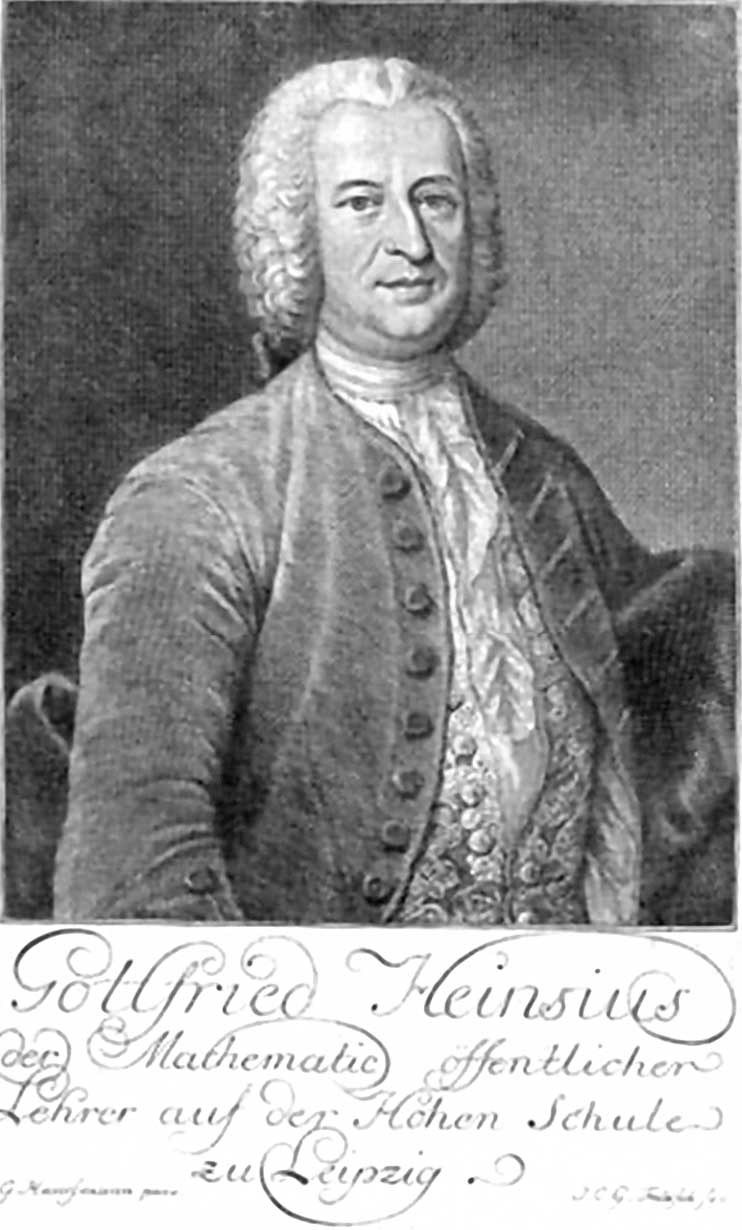
Gottfried Heinsius

Gottfried Heinsius (* 27. April 1709 in Naumburg (Saale); † 25. Mai 1769 in Leipzig) war ein deutscher Mathematiker, Geograph und Astronom.

## Leben
Heinsius begann nach dem Erreichen der Hochschulreife an der Universität Leipzig ein Studium der philosophischen Wissenschaften, wobei er eine Vorliebe für astronomische Forschungen bei Christian August Hausen (1693–1743) entwickelte. 1733 erwarb er den akademischen Grad eines Magisters und habilitierte sich 1734 als Magister legens an der philosophischen Fakultät. Während jener Zeit geriet er in einen Gelehrtenstreit mit Friedrich Wilhelm Stübner (1710–1736), der die Meinung von Gottfried Wilhelm Leibniz vertrat und Heinsius die von René Descartes.
Nachdem der Streit 1735 beigelegt war, ging Heinsius 1736 als außerordentlicher Professor der Astronomie an die Universität St. Petersburg und wurde damit verbunden Adjunkt des ersten Professors der Astronomie Joseph Nikolaus de l’Isle (* 4. April 1688 in Paris; † 12. September 1768). Nach einer längeren Vakanz der Wittenberger Professur durch den Tod von Johann Matthias Hase hatte man bereits 1742 Heinsius vorgeschlagen. Da es jedoch in Wittenberg Verzögerungen bei der Einführung in dieses Amt gab, dirigierte ihn der sächsische Kurfürst nach dem Tode Hausens an die Leipziger Hochschule.
In Leipzig war er noch sieben Jahre als ordentlicher Professor der Mathematik tätig, wobei er neben seinen Vorlesungen sich weiter mit seinen Forschungen zur Geographie und Astronomie beschäftigte. Seine Aufsätze behandelten geographische Ausführungen zu Jakutien, sowie Leipzig, Methoden der Goldfarbenherstellung, sowie seine Ergebnisse der Mond-, Sonnen- und Saturnbeobachtungen. Er war ab 1745 Ehrenmitglied der Akademie der Wissenschaften in St. Petersburg. Zudem beteiligte sich Heinsius auch an den organisatorischen Aufgaben der Leipziger Hochschule und war im Wintersemester Rektor der Alma Mater.
Nach ihm benannte man den Mondkrater Heinsius.

## Werke
- Diss. de viribus motricibus. Leipzig, 1733
- Animadversa in demonstrationem verae mensurae virium motricium vivarum, quam V. C. M. Frid. Vilelmus Stübner, Ord. Philos. Lips. Adsess. et Reg. Societ. Scient. Berol. Socius, nuperrime pro stabilienda virium mensura Leibnitiana texuit. Leipzig 1734
- Diss. de iusta tormentorom longitudinis determinatione. Leipzig 1734
- Notiones et discrimen virium vivarum et mortuarum amicae responfioni V. Cl. M. Friderici Vilelmi Stübner; qua Animadversa in eius virium mensuram sub examen revocavit, opponit etc. Leipzig 1735
- Praecipua anni 1736 currentis phaenomena coelestia, calculo eruta, praenuntiat, simulque usum, qui ex observationibus istorum per deductiones legitimas in emolumentum Astronomiae redundat, expendit etc. Leipzig 1736
- Diss. de vi inertiae. Leipzig 1736
- Beschreibung des im Anfange des Jahres 1744 erschienenen Cometen; nebst einigen darüber angestellten Betrachtungen. St. Petersburg 1744 mit 4 Kupfern
- De apparentiis annuli Saturni Commentatio. Leipzig 1745
- Progr. quo longitudinem Lipsiae ex ecclipsibus lunaribus desinire studet. Leipzig 1751
- Progr. de casuum ambiguorum atque determinatorum in Trigonometria, praesertim sphaerica, diiudicatione. Leipzig 1755
- Progr. I et II de phasi rotunda Saturni, quae anno 1760 rediit. Leipzig  1761, 1762
- Progr. de longitudine Lipsiae, ex eclipsibus lunaribus definita. Leipzig  1763
- Progr. de eclipsi Solis d. 1. April 1764 Lipsiae observata. Leipzig 1765

## Leben
- Johann Georg Meusel: Lexikon der vom Jahr 1750 bis 1800 verstorbenen teutschen Schriftsteller. Gerhard Fleischer d. J., Leipzig, 1805, 5. Bd., S. 308 (Online)
- Ersch/Gruber: Allgemeine Encyclopädie der Wissenschaften und Künste. 2. Sektion, Teil 5, S. 17 (Online)
- Christian Bruhns: Heinsius, Gottfried. In: Allgemeine Deutsche Biographie (ADB). Band 11, Duncker & Humblot, Leipzig 1880, S. 656.